# Saint-Chamant (Corrèze)
Saint-Chamant ist eine französische Gemeinde mit 480 Einwohnern (Stand 1. Januar 2022) im Département Corrèze in der Region Nouvelle-Aquitaine.

## Geografie
Die Gemeinde liegt im Zentralmassiv und ist von ausgedehnten Wäldern umgeben. Die Präfektur des Départements, Tulle, befindet sich gut 14 Kilometer nordwestlich und Argentat zehn Kilometer südöstlich. An der Gemeindegrenze zwischen Forgès und Saint-Chamant mündet die Franche Valeine in die Souvigne.
Nachbargemeinden von Saint-Chamant sind Saint-Bonnet-Elvert im Norden, Argentat-sur-Dordogne mit Argentat im Osten, Neuville im Südwesten, Albussac im Westen sowie Forgès im Nordwesten.

## Wappen
Beschreibung: In Grün drei silberne Balken.

## Einwohnerentwicklung
| Jahr      | 1962 | 1968 | 1975 | 1982 | 1990 | 1999 | 2007 | 2016 |
| Einwohner | 605  | 665  | 617  | 560  | 513  | 511  | 511  | 491  |

## Persönlichkeiten
- André Malraux (1901–1976), französischer Schriftsteller, lebte von 1943 bis 1944 in Saint-Chamant

## Sehenswürdigkeiten

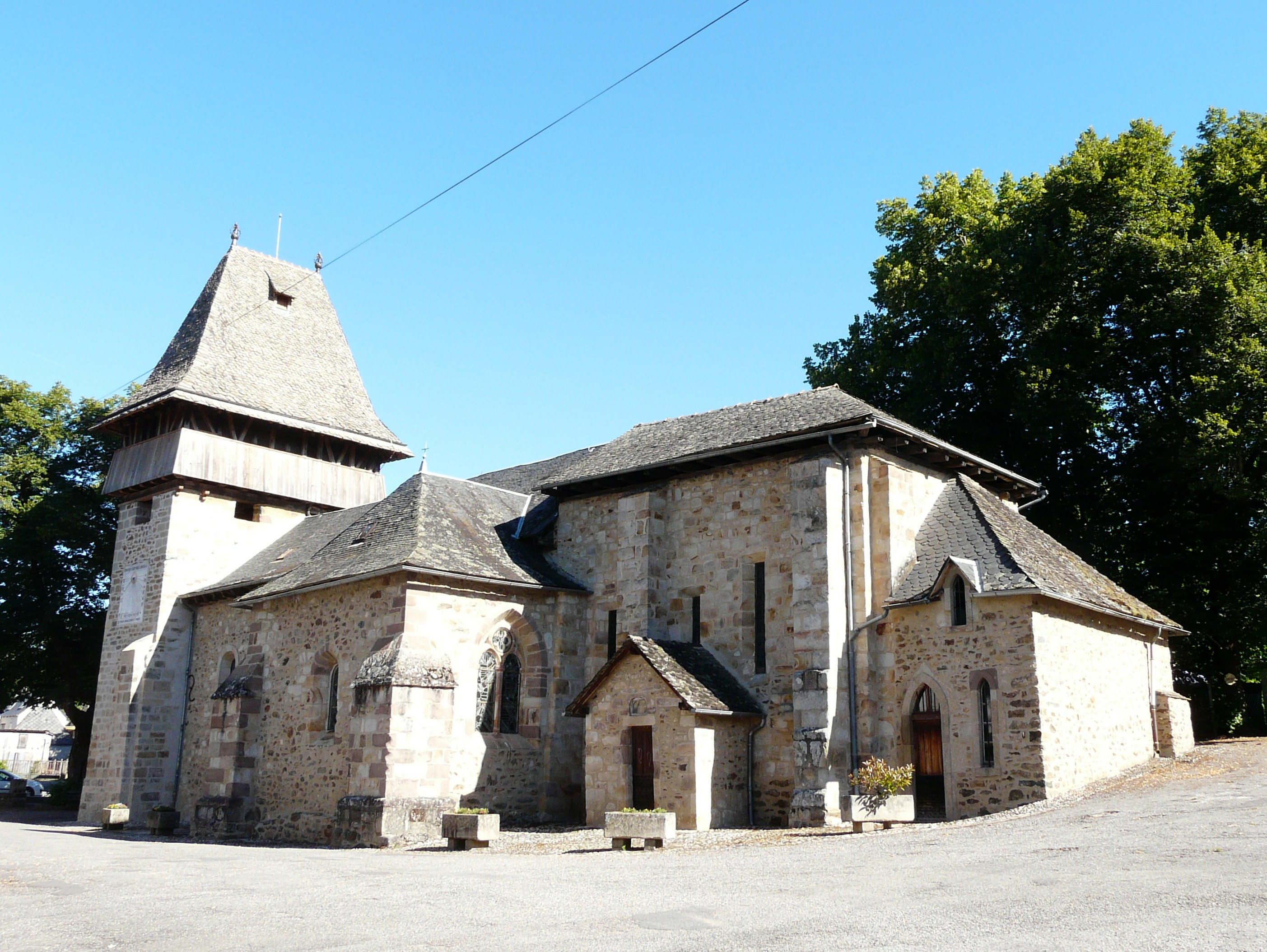
Kirche Saint-Amant

- Kirche mit befestigtem Turm[1]
- Château de Soulages